# Tres danzas bávaras

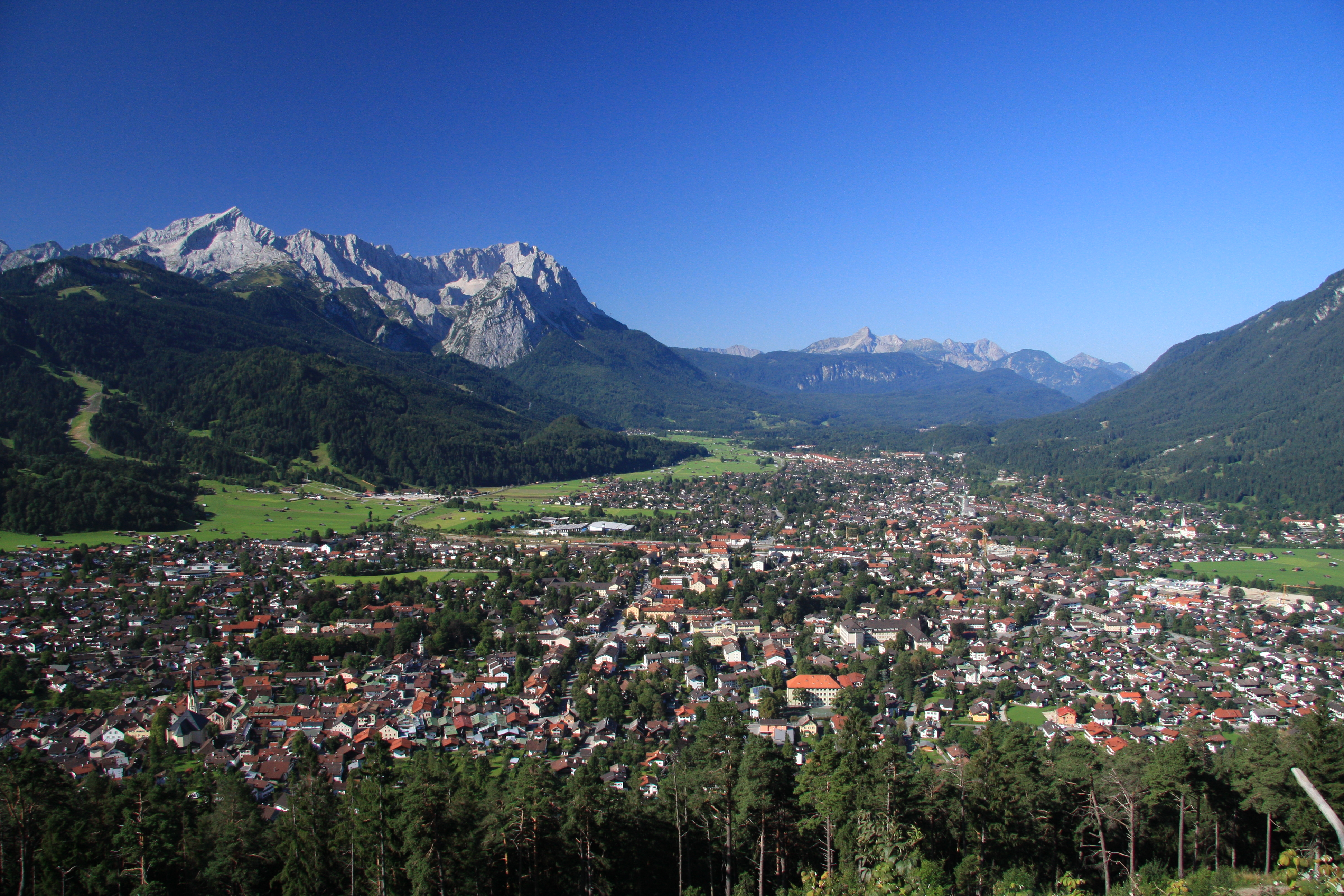
Paisaje de Garmisch

Tres danzas bávaras (en inglés, Three Bavarian Dances) Op. 27 es una obra para orquesta compuesta por Edward Elgar.

## Historia y música
Es un arreglo para orquesta de tres de las seis canciones que Elgar escribió bajo el título colectivo de From the Bavarian Highlands (Desde las tierras altas de Baviera). Las letras de las canciones originales fueron escritas por la esposa del compositor, Alice, como recuerdo de unas vacaciones que el matrimonio había disfrutado en Baviera en 1894. Además de los títulos («La danza», «Falso amor», «Lullaby», «Aspiración», «En el Alm» y «Los tiradores») Alice dio a las canciones subtítulos en recuerdo de los lugares favoritos que visitaron durante sus vacaciones. Elgar conservó tanto los títulos como los subtítulos en su versión orquestal de las tres danzas.
La suite se estrenó en The Crystal Palace el 23 de octubre de 1897. El experto en la obra y vida de Elgar, Percy Young, afirmó que fue dirigida por el propio compositor mientras que la página web de la Elgar Society afirma que el director fue August Manns, desde hacía mucho tiempo director residente de los conciertos de The Crystal Palace; pero The Times declaró que Elgar dirigió la obra y Manns el resto del programa.
Las tres danzas son:
- «The Dance (Sonnenbichl)»[2] - Allegretto giocoso

- «Lullaby (In Hammersbach)» - Moderato

- «The Marksmen (Bei Murnau)» - Allegro vivace

Las tres danzas son características del compositor. La primera es brillante y robusta, la segunda es Elgar en su suave vena pastoral, con una melodía nostálgica de la trompa, y la tercera (la más larga, alrededor de cuatro minutos y medio) es un final de Elgar en miniatura, vivo en un primer momento, luego ampliado y, finalmente, acelerando al final en un resplandor de color orquestal.